# Myrmophylax
Genre
Myrmophylax est un genre monotypique de passereaux de la famille des Thamnophilidae. Il comprend une seule espèce d'alapis.

## Taxonomie
En 2018 le congrès ornithologique international  a rétabli le genre Myrmophylax en le séparant du genre Myrmeciza après une étude de phylogénétique moléculaire par Isler, Bravo & Brumfield qui a montré la paraphylie de ce dernier.

## Répartition
Ce genre se trouve à l'état naturel en Amazonie.

## Liste des espèces
Selon la classification de référence du Congrès ornithologique international (version 8.1, 2018) :
- Myrmophylax atrothorax (Boddaert, 1783) — Alapi de Buffon
  - Myrmophylax atrothorax atrothorax (Boddaert, 1783)
  - Myrmophylax atrothorax maynana (Taczanowski, 1882)
  - Myrmophylax atrothorax melanura (Ménétries, 1835)
  - Myrmophylax atrothorax metae (Meyer de Schauensee, 1947
  - Myrmophylax atrothorax tenebrosa (Zimmer, JT, 1932)